# Clostridium acidisoli
Clostridium acidisoli (Kuhner et al., 2000) è una specie di batterio appartenente alla famiglia delle Clostridiaceae.